# Santa Eufemia del Arroyo
Santa Eufemia del Arroyo es un municipio y localidad española de la provincia de Valladolid, en la comunidad autónoma de Castilla y León. El término municipal tiene una población de 73 habitantes (INE 2024).

## Geografía
El municipio es atravesado por el río Ahogaborricos, también conocido como arroyo Bustillo, afluente del Valderaduey.

## Historia
Hasta la reforma de la nomenclatura municipal de 1916 el municipio se llamaba Santa Eufemia de Campos. En dicha fecha su nombre fue modificado por el de Santa Eufemia del Arroyo.

## Demografía
Cuenta con una población de 73 habitantes (INE 2024).
| Gráfica de evolución demográfica de Santa Eufemia del Arroyo entre 1842 y 2021 |
| |
| Población de derecho según los censos de población del INE Población de hecho según los censos de población del INEEn estos censos se denominaba Santa Eufemia: 1842, 1857, 1860, 1877, 1887, 1897, 1900 y 1910 |

## Festividades
- 9 de mayo: San Gregorio
- 16 de septiembre: Festividad de Santa Eufemia, más conocida como La Santa.